# Sapata de revestimento
Em perfuração de poços´ de combustíveis fósseis e mineração por perfuração (borehole mining), uma sapata de revestimento ou sapata guia é um dispositivo em forma de "nariz de touro" ligado ao fundo da coluna de revestimento. Um suspensor de revestimento, o qual permite que o revestimento seja suspenso a partir da boca do poço, está acoplado à parte superior do revestimento.